# Ectinohoplia balthasari
Ectinohoplia balthasari är en skalbaggsart som beskrevs av Tesar 1963. Ectinohoplia balthasari ingår i släktet Ectinohoplia och familjen Melolonthidae. Inga underarter finns listade i Catalogue of Life.